# Peter Warlock
Philip Arnold Heseltine (30 d'octubre de 1894 - 17 de desembre de 1930), conegut amb el pseudònim de Peter Warlock, va ser un compositor i crític musical britànic. El nom de Warlock, que reflecteix l'interès de Heseltine per les pràctiques ocultes, es va utilitzar per a totes les seves obres musicals publicades. És conegut sobretot com a compositor de cançons i altres músiques vocals; també va aconseguir notorietat en vida gràcies al seu estil de vida poc convencional i sovint escandalós.
Quan era escolar a l'Eton College, Heseltine va conèixer el compositor britànic Frederick Delius, amb qui va formar una estreta amistat. Després d'una carrera estudiantil fallida a Oxford i Londres, Heseltine es va dedicar al periodisme musical, alhora que desenvolupava interés per la cançó popular i la música isabelina. Les seves primeres composicions serioses daten cap a l'any 1915. Després d'un període d'inactivitat, va sorgir una influència positiva i duradora en la seva obra de la seva trobada el 1916 amb el compositor holandès Bernard van Dieren; també va obtenir un impuls creatiu després d'un any passat a Irlanda, estudiant la cultura i la llengua celtes. Al seu retorn a Anglaterra el 1918, Heseltine va començar a compondre cançons amb un estil distintiu i original, alhora que es va fer una reputació com a crític musical combatiu i controvertit. Entre 1920 i 1921 va editar la revista musical The Sackbut. El seu període més prolífic com a compositor va arribar als anys vint, quan es va establir primer a Gal·les i més tard a Eynsford a Kent.
A través dels seus escrits crítics, publicats sota el seu propi nom, Heseltine va fer una contribució pionera a l'estudi de la música antiga. A més, va produir una biografia completa de Delius i va escriure, editar o ajudar a la producció de diversos altres llibres i fulletons. Cap al final de la seva vida, Heseltine es va deprimir per la pèrdua de la seva inspiració creativa. Va morir al seu pis de Londres d'una intoxicació per gas de carbó el 1930, probablement per suïcidi.

## Biografia
Joventut
Infància i antecedents familiars

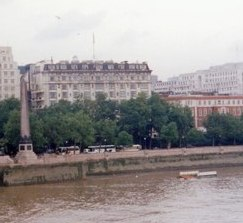
The Savoy Hotel, Londres: lloc de naixement de Philip Heseltine (fotografia de 1994)

Heseltine va néixer el 30 d'octubre de 1894 a l'hotel Savoy de Londres, que els seus pares utilitzaven en aquell moment com a residència de la seva ciutat. La família era rica, amb fortes connexions artístiques i alguns antecedents en l'erudició clàssica. Els pares de Philip eren Arnold Heseltine, advocat de l'empresa familiar, i Bessie Mary Edith, de soltera Covernton. Era filla d'un metge rural de la ciutat fronterera gal·lesa de Knighton i era la segona esposa d'Arnold. Poc després del naixement de Philip, la família es va traslladar a Chelsea on va assistir a una llar d'infants propera i va rebre les seves primeres lliçons de piano.
El març de 1897 Arnold Heseltine va morir sobtadament als 45 anys. Sis anys més tard, Bessie es va casar amb un terratinent gal·lès i magistrat local, Walter Buckley Jones, i es va traslladar a la finca de Jones, Cefn Bryntalch, Llandyssil, prop de Montgomery, encara que la casa de Londres es va conservar. El jove Felip estava orgullós de la seva herència gal·lesa i va mantenir un interès de tota la vida per la cultura celta; més tard viuria a Gal·les durant una de les seves fases més productives i creatives.
El 1903, Heseltine va ingressar a l'escola preparatòria de Stone House a Broadstairs, on va mostrar una precoç habilitat acadèmica i va guanyar diversos premis. El gener de 1908, en un concert al Royal Albert Hall, va escoltar una interpretació de Lebenstanz, composta per Frederick Delius. L'obra li va causar poca impressió fins que va descobrir que el seu oncle, Arthur Joseph Heseltine (conegut com "Joe"), un artista, vivia a prop de la casa de Delius a Grez-sur-Loing a França. Philip va utilitzar la connexió per obtenir l'autògraf del compositor per al professor de música de Stone House, W. E. Brockway.

## Eton: primera trobada amb Delius
Heseltine va deixar Stone House l'estiu de 1908 i va començar a Eton College aquella tardor. El seu biògraf Ian Parrott registra que odiava Eton, "amb el seu crit adolescent d'himnes victorians en una capella universitària exclusivament masculina". Ell estava igualment descontent amb altres aspectes de la vida escolar, com el Cos d'Ensenyament d'Oficials, la suggerent homosexualitat i l'assetjament endèmic. Va trobar alleujament en la música i, potser per la connexió amb el seu oncle, va formar un interès per Delius que es va convertir en una obsessió gairebé. També va trobar un esperit afí en un professor de música d'Eton i defensor de Delius, el violoncel·lista Edward Mason, a qui Heseltine va agafar en préstec una còpia de la partitura de Sea Drift. Va pensar que era "celestial", i aviat va demanar fons a la seva mare per comprar més música de Delius. Segons Cecil Gray, el primer biògraf de Heseltine, "[Heseltine] no va descansar fins que no va aconseguir totes les obres de Delius que llavors eren accessibles".

El juny de 1911, Heseltine es va assabentar que Thomas Beecham havia de dirigir un concert de Delius al Queen's Hall de Londres el 16 d'aquell mes, en el qual el compositor estaria present, i les seves Songs of Sunset tindrien la seva primera actuació. Colin Taylor, un simpàtic tutor de piano d'Eton, va obtenir el permís de l'escola perquè Heseltine assistís a l'esdeveniment. Abans d'això, la seva mare havia aconseguit conèixer Delius a casa seva a Londres; com a conseqüència, durant l'entreacte del concert, Heseltine es va presentar al compositor. L'endemà va escriure a Delius una llarga carta d'agraïment:
| « | "No puc expressar adequadament amb paraules el plaer intens que em va ser escoltar interpretacions tan perfectes d'una música tan perfecta". | » |

 Li va dir a la seva mare que 
| « | "divendres al vespre va ser la nit més feliç que he passat mai, i no ho oblidaré mai". | » |

Delius es va convertir en la primera forta influència formativa de la carrera compositiva de Heseltine, i encara que l'adulació inicial es va modificar més tard, va començar una amistat que perduraria en gran part durant la resta de la vida d'Heseltine.

## Colònia, Oxford i Londres
A l'estiu de 1911, un any abans de deixar l'escola, Heseltine s'havia cansat de la vida a Eton. Sense un pla clar per al seu futur, li va preguntar a la seva mare si podia viure un temps a l'estranger. La seva mare volia que anés a la universitat, i després a l'Ajuntament o a la Funció Pública, però va acceptar la seva petició amb la condició que reprendria els estudis més tard. L'octubre de 1911 va marxar a Colònia per aprendre alemany i estudiar piano al conservatori. A Colònia, Heseltine va produir les seves primeres cançons que, com totes les seves primeres obres, eren molt imitatives de Delius. Els estudis de piano van anar malament, tot i que Heseltine va ampliar les seves experiències musicals assistint a concerts i òperes. També va experimentar amb el periodisme general, publicant un article a Mensual de Ferrocarrils i Viatges sobre el tema d'un ramal gal·lès en desús. 

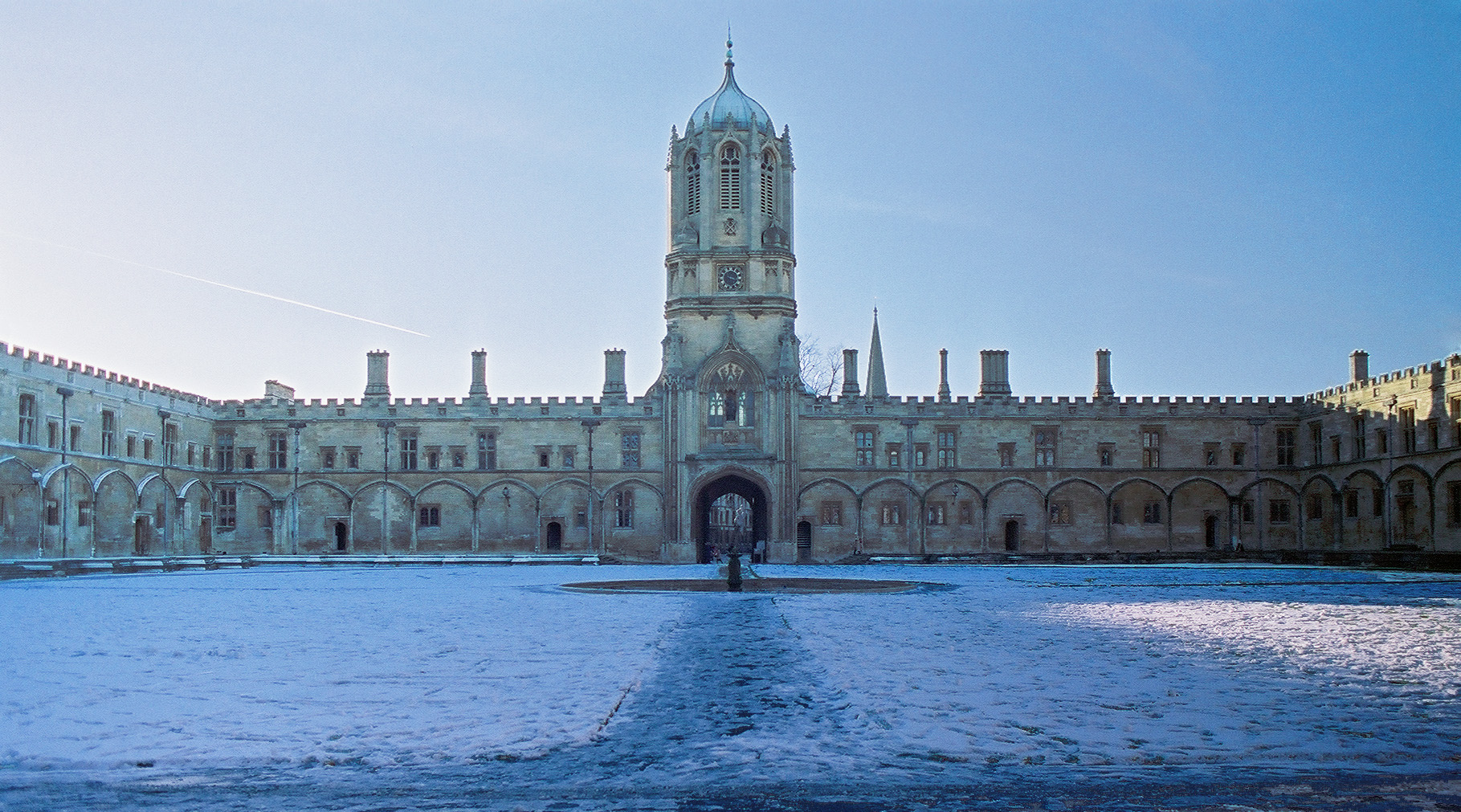
Christ Church, Oxford, on Heseltine va passar un any infeliç, 1913-1914

El març de 1912, Heseltine va tornar a Londres i va contractar un tutor per preparar-se per als exàmens d'accés a la universitat. Va passar temps amb Delius al Festival de Birmingham d'aquell estiu, i va publicar la seva primera crítica musical, un article sobre Arnold Schönberg que va aparèixer al "Musical Standard" el setembre de 1912. Malgrat els desitjos de la seva mare i la seva manca de formació musical formal, esperava fer una carrera musical. Va consultar a Delius, que li va aconsellar que, si la seva ment estava decidida, havia de seguir els seus instints i perseguir aquest objectiu davant de totes les altres consideracions. Beecham, que coneixia els dos homes, més tard va criticar durament aquest consell, per la immaduresa i la inestabilitat de Heseltine.
| « | "Frederick no hauria d'haver comès mai l'error psicològic de predicar la doctrina de la determinació implacable a algú incapaç de rebre-la". | » |

Al final, Heseltine va accedir als desitjos de la seva mare. Després de superar els exàmens necessaris, va ser acceptat per estudiar clàssics a "Christ Church, Oxford", i va començar allà l'octubre de 1913.
Una coneguda de Christ Church va descriure el jove Heseltine, de 19 anys, com "probablement uns 22, però sembla ser uns anys més gran... 6 peus d'alçada, absolutament en forma... ulls blaus brillants... i els llavis corbats i el carruatge d'un jove déu grec". Tot i que va gaudir d'èxit social, aviat es va deprimir i es va sentir descontent amb la vida d'Oxford. L'abril de 1914 va passar part de les seves vacances de Setmana Santa amb Delius a Grez, i va treballar amb el compositor en les partitures dAn Arabesque i Fennimore und Gerda, en aquest últim cas proporcionant una versió anglesa del llibret. No va tornar a Oxford després de les vacances d'estiu de 1914; amb el consentiment reticent de la seva mare es va traslladar a Bloomsbury a Londres, i es va matricular al University College de Londres per estudiar llengua, literatura i filosofia. En el seu temps lliure va dirigir una petita orquestra amateur a Windsor, després d'admetre a Delius que no sabia res de l'art de la direcció. Tanmateix, la seva vida com a estudiant a Londres va ser breu; el febrer de 1915, amb l'ajuda de Lady Emerald Cunard (una mestressa de Beecham) va aconseguir una feina com a crític musical per al Daily Mail amb un sou de 100 lliures a l'any. Va abandonar ràpidament els seus estudis universitaris per començar aquesta nova carrera.

## Anys inestables
Crític musical
Durant els quatre mesos de Heseltine al Daily Mail, va escriure una trentena d'avisos, principalment breus informes d'esdeveniments musicals però ocasionalment amb alguna anàlisi. La seva primera contribució, datada el 9 de febrer de 1915, va descriure una interpretació de Benno Moiseiwitsch del Concert per a piano en do menor de Delius com "magistral", mentre que Delius va ser aclamat com "el millor compositor que Anglaterra ha produït durant dos segles". L'altra obra del programa va ser "l'última gran simfonia que s'ha lliurat al món": la Simfonia en re menor de Franck. Va escriure per a altres publicacions; un article de 5.000 paraules, "Algunes notes sobre Delius i la seva música", va aparèixer al número de març de 1915 de "The Musical Times", en què Heseltine opinava: "No hi pot haver una visió superficial de la música de Delius: o ho sent en les profunditats del seu ésser, o no en absolut". Només Beecham, va suggerir Heseltine, era capaç d'interpretar la música adequadament. L'últim escrit de Heseltine per al Daily Mail tenia data del 17 de juny; més tard aquell mes va dimitir, frustrat pel tall freqüent del diari de les seves opinions més crítiques. A l'atur, va passar els seus dies al Museu Britànic, estudiant i editant música isabelina.

## Nous amics i coneguts
Heseltine va passar gran part de l'estiu de 1915 en una casa rural llogada a la vall d'Evesham, amb una festa que incloïa la model d'una jove artista anomenada Minnie Lucie Channing, que era coneguda com "Puma" pel seu temperament volàtil. Ella i Heseltine aviat van entrar en una apassionada història d'amor. Durant les vacances d'estiu, Heseltine va sorprendre els veïns pel seu comportament desinhibit, que incloïa anar amb una motocicleta nu per Crickley Hill. No obstant això, les seves cartes mostren que en aquesta època estava sovint deprimit i insegur, sense cap sentit clar de propòsit. El novembre de 1915, la seva vida va guanyar un cert impuls quan va conèixer a D. H. Lawrence i la parella va trobar una relació immediata. Heseltine va declarar a Lawrence com "el geni literari més gran de la seva generació", i va acceptar amb entusiasme els plans de l'escriptor de fundar una colònia utòpica a Amèrica. A finals de desembre va seguir els Lawrence a Cornualla, on va intentar, sense èxit, muntar una empresa editorial amb ells. Mentrestant, les passions entre Heseltine i Puma s'havien refredat; quan va revelar que estava embarassada, Heseltine va confiar a Delius que li agradava poc i que no tenia intenció d'ajudar-la a criar aquest fill no desitjat.

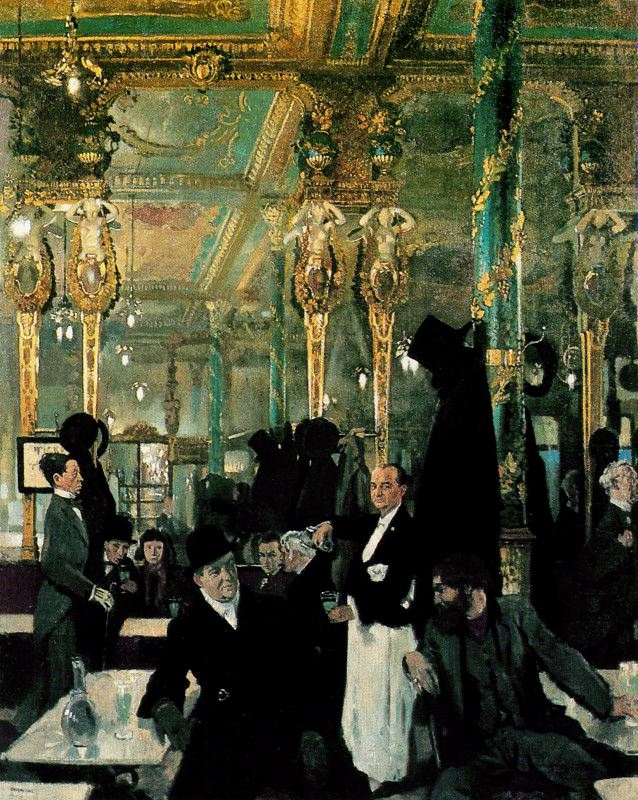
El Cafe Royal cap al 1912, un lloc de trobada freqüent per a Heseltine i els seus amics

El febrer de 1916 Heseltine va tornar a Londres, aparentment per defensar l'exempció del servei militar. Tanmateix, va quedar clar que hi havia hagut una fractura amb Lawrence; en una carta al seu amic Robert Nichols, Heseltine va descriure Lawrence com 
| « | "un avorrit sagnant decidit a fer-me completament seu i tan avorrit com ell". | » |

El centre social de la vida de Heseltine es va convertir ara en el Café Royal de Regent Street, on entre d'altres va conèixer a Cecil Gray, un jove compositor escocès. Els dos van decidir compartir un estudi de Battersea, on van planificar diversos esquemes no complits, inclosa una nova revista de música, i, més ambiciosa, una temporada londinenca d'òperes i concerts. Heseltine va rebutjar una oferta de Beecham per participar en la Companyia d'Òpera anglesa d'aquest últim, escrivint a Delius que les produccions i les opcions d'obres de Beecham eren cada cop més pobres i mancades de valor artístic; en la seva pròpia empresa no hi hauria "cap compromís amb la turba". Beecham va ridiculitzar el pla; va dir que "seria llançat i controlat per persones sense la més mínima experiència de la vida teatral".
Un esdeveniment d'importància considerable en la vida musical de Heseltine, a finals de 1916, va ser la seva introducció al compositor holandès Bernard van Dieren. Aquesta amistat va influir considerablement en Heseltine, que durant la resta de la seva vida va continuar promocionant la música del compositor més antic. El novembre de 1916 Heseltine va utilitzar el pseudònim "Peter Warlock" per primera vegada, en un article sobre la música de cambra d'Eugene Goossens per a "The Music Student".
Puma va tenir un fill el juliol de 1916, tot i que hi ha confusió sobre la identitat exacta del nen. La majoria dels biògrafs van assumir que era Nigel Heseltine, el futur escriptor que va publicar unes memòries del seu pare el 1992. No obstant això, en aquestes memòries Nigel va negar que Puma fos la seva mare; va ser, diu, el resultat d'un enllaç concurrent entre Heseltine i una noia suïssa sense nom. Posteriorment, va ser donat a pares adoptius, després adoptat per la mare de Heseltine. Parrott registra que el fill nascut de Puma es deia Peter i va morir en la infància. Smith, però, afirma que el nadó de Puma originalment es deia Peter, però que va ser rebatejat com a Nigel "per raons que encara no s'han explicat de manera satisfactòria". Sigui quina sigui la veritat de la paternitat, i malgrat els seus recels mutus, Heseltine i Puma es van casar a l'oficina de registre de Chelsea el 22 de desembre de 1916.

## Irlanda

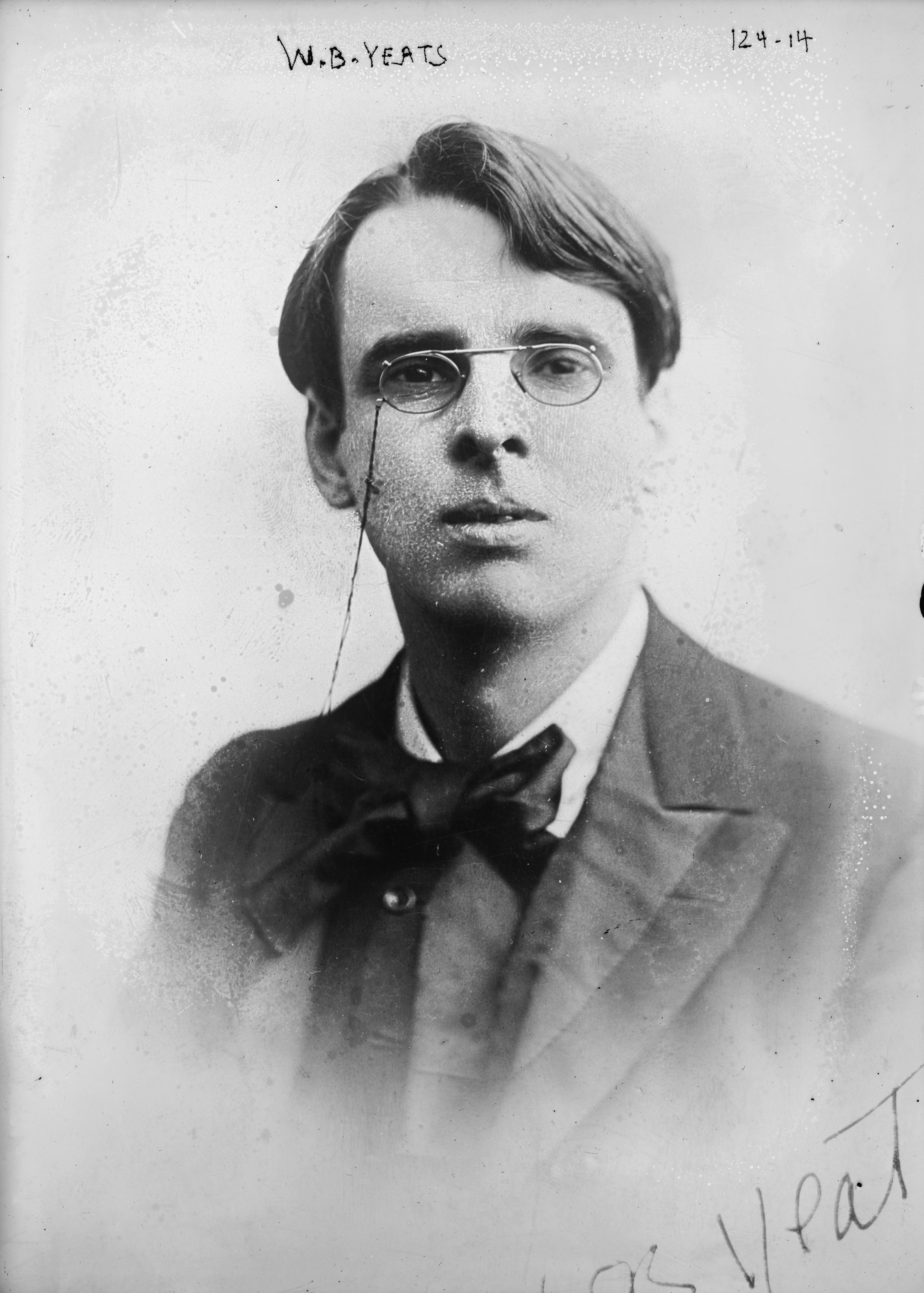
William Butler Yeats

L'abril del 1917, Heseltine s'havia cansat de nou de la vida londinenca. Va tornar a Cornualla on va llogar una petita cabana prop dels Lawrences i va fer una pau parcial amb l'escriptor. A l'estiu de 1917, quan les fortunes aliades en la guerra s'estancaven, l'exempció militar de Heseltine va ser revisada; per prevenir una possible conscripció, l'agost de 1917 es va traslladar a Irlanda, prenent Puma, de qui havia decidit que, després de tot, n'estava enamorat.
A Irlanda, Heseltine va combinar els estudis de música antiga amb una fascinació per les llengües celtes, retirant-se durant un període de dos mesos a una illa remota on es parlava exclusivament irlandès. Una altra preocupació va ser una creixent fascinació per les pràctiques màgiques i ocultes, un interès que va despertar per primera vegada durant el seu any d'Oxford i va reviure a Cornualla. Una carta a Robert Nichols indica que en aquest moment estava "manipulant... la ciència vulgarment coneguda com a màgia negra". Al seu antic tutor Colin Taylor, Heseltine es va entusiasmar amb els llibres "plens de la saviesa i il·luminació més sorprenents"; aquestes obres inclouen Història de la màgia transcendental d'Eliphas Levi, que inclou procediments per a la invocació de dimonis. Aquestes diversions no van impedir que Heseltine participés en la vida cultural de Dublín. Va conèixer a W. B. Yeats, un company entusiasta de l'ocultisme, i va considerar breument escriure una òpera basada en el conte popular celta del segle IX de Liadain i Curithir. El compositor Denis ApIvor ha indicat que l'obsessió de Heseltine per l'ocultisme va ser finalment substituïda pels seus estudis de filosofia religiosa, als quals va ser atret gràcies a la pertinença a un grup teòsof de Dublín. L'interès d'Heseltine en aquest camp l'havia despertat originàriament Kaikhosru Shapurji Sorabji, el compositor que l'havia introduït a la música de Béla Bartók.
El 12 de maig de 1918, Heseltine va oferir una conferència il·lustrada ben rebuda, "What Music Is", al Dublin's Abbey Theatre, que incloïa fragments musicals de Bartók, el compositor francès Paul Ladmirault i Van Dieren. La defensa de la música de Van Dieren per part de Heseltine va portar a l'agost de 1918 a una guerra de paraules amb l'editor musical Winthrop Rogers, pel rebuig d'aquest últim a diverses composicions de Van Dieren. Aquesta disputa va estimular els propis poders creatius de Heseltine, i en les seves dues darreres setmanes a Irlanda va escriure deu cançons, que els crítics posteriors han considerat com una de les seves millors obres.

## Periodisme i El Sackbut
Quan Heseltine va tornar a Londres a finals d'agost de 1918 va enviar set de les seves noves cançons a Rogers perquè la publiquin. A causa del recent contratemps sobre Van Dieren, Heseltine va presentar aquestes peces com a "Peter Warlock". Es van publicar amb aquest pseudònim, que després va adoptar per a tota la seva producció musical posterior, reservant el seu propi nom per a escrits crítics i analítics. Al voltant d'aquesta època, el compositor Charles Wilfred Orr va recordar Heseltine com "un jove alt i just d'aproximadament la meva edat", intentant sense èxit convèncer un Delius escèptic dels mèrits de les obres per a piano de Van Dieren. Orr va quedar especialment impactat per les habilitats de xiular de Heseltine que descriu com "com a flauta en qualitat i puresa".

Durant els anys següents, Heseltine va dedicar la major part de la seva energia a la crítica musical i al periodisme. El maig de 1919 va lliurar una ponència a l'Associació Musical, "The Modern Spirit in Music", que va impressionar a E.J. Dent, el futur professor de música de la Universitat de Cambridge. No obstant això, gran part dels seus escrits van ser conflictius i baralles. Va fer comentaris desdenyosos sobre els estàndards actuals de la crítica musical 
| « | ("el crític mitjà de la música del diari... és un músic nàufrag o desgastat, o bé un periodista massa incompetent per a un reportatge normal") | » |

 que va ofendre a crítics d'alt nivell com Ernest Newman. Va escriure articles provocatius al Musical Times, i el juliol de 1919 es va enfrontar amb el compositor i crític Leigh Henry per la música d'Ígor Stravinski.
En una carta datada el 17 de juliol de 1919, Delius va aconsellar al jove que es concentrés en escriure o compondre: "Jo... sé com de dotat estàs i quines possibilitats hi ha en tu". En aquest moment, les opinions expressades en privat d'Heseltine sobre la música de Delius eren cada cop més crítiques, encara que en públic va continuar cantant elogis del seu antic mentor. A The Musical Times va citar Fennimore i Gerda, l'òpera final de Delius, com "un dels experiments amb més èxit en una nova direcció que l'escenari operístic ha vist fins ara".
Heseltine feia temps que tenia un pla per llançar una revista musical, que tenia la intenció de començar tan aviat com trobés el suport adequat. L'abril de 1920, Rogers va decidir reemplaçar la seva revista semi-moribunda "The Organist and Choirmaster", per una nova revista musical, "The Sackbut", i va convidar Heseltine a editar-la. Heseltine va presidir nou temes, adoptant un estil combatiu i sovint controvertit. El Sackbut també va organitzar concerts, presentant obres de Van Dieren, Sorabji, Ladmirault i altres. Tanmateix, Rogers va retirar el seu suport financer després de cinc números. Aleshores, Heseltine va lluitar per dirigir-lo ell mateix durant diversos mesos; el setembre de 1921 la revista va ser presa per l'editor John Curwen, que ràpidament va substituir Heseltine com a editor per Ursula Greville.

## Anys productius a Gal·les
Sense ingressos regulars, a la tardor de 1921 Heseltine va tornar a Cefn Bryntalch, que es va convertir en la seva base durant els tres anys següents. Va trobar que l'atmosfera allí propiciava els esforços creatius; va dir a Gray que "Wild Wales té un encant per a mi més fort que el vi o la dona". Els anys gal·lesos van estar marcats per una intensa activitat compositiva i literària creativa; Algunes de la música més coneguda de Heseltine, inclosos els cicles de cançons Lilligay i The Curlew, es van completar juntament amb nombroses cançons, escenaris corals i una serenata de corda composta per honrar el 60è aniversari de Delius el 1922. Heseltine també va editar i transcriure una gran quantitat de música antiga anglesa. El seu reconeixement com a compositor emergent va ser marcat per la selecció de "The Curlew" com a representant de la música britànica contemporània al Festival de Salzburg de 1924.
La principal obra literària de Heseltine d'aquest període va ser una biografia de Delius, el primer estudi de llarga durada del compositor, que va romandre l'obra estàndard durant molts anys. En la seva reedició de 1952, l'editor musical Hubert J. Foss va descriure el llibre com "una obra d'art, un estudi encantador i penetrant de la ment d'un poeta musical". Heseltine també va treballar amb Gray en un estudi del compositor italià del segle xvi Carlo Gesualdo, encara que les disputes entre els dos homes van retardar la publicació del llibre fins a 1926.
Mentre visitava Budapest l'abril de 1921, Heseltine es va fer amistat amb el llavors poc conegut compositor i pianista hongarès Béla Bartók. Quan Bartók va visitar Gal·les el març de 1922 per actuar en un concert, es va quedar uns dies a Cefn Bryntalch. Encara que Heseltine va continuar promocionant la música de Bartók, no hi ha registres de reunions posteriors després de la visita a Gal·les. L'amistat intermitent de Heseltine amb Lawrence finalment va morir, després que aparegués una representació poc disfressada i poc afavoridora de Heseltine i Puma ("Halliday" i "Pussum") a "Women in Love", publicat el 1922. Heseltine va iniciar procediments legals per difamació, i finalment es va establir un acord extrajudicial, amb els editors de Warburg i Warburg. La Puma, per la seva banda, havia desaparegut de la vida de Heseltine. Va tornar d'Irlanda abans que ell, i havia viscut durant un temps amb el nen Nigel a Cefn Bryntalch, on la noblesa local la considerava "no del mateix ordre social que nosaltres". No hi va haver una represa de la vida matrimonial, i va deixar Heseltine en algun moment de 1922.
Al setembre i octubre de 1923, Heseltine va acompanyar el seu company compositor Ernest John Moeran en una gira per l'est d'Anglaterra, a la recerca de música popular original. Més tard aquell any ell i Gray van visitar Delius a Grez. El juny de 1924 Heseltine va deixar Cefn Bryntalch i va viure breument en un pis de Chelsea, una estada marcada per festes salvatges i danys considerables a la propietat. Després de passar el Nadal de 1924 a Mallorca, va llogar una casa de camp (abans ocupada per Foss) al poble de Kent d'Eynsford.

## Eynsford

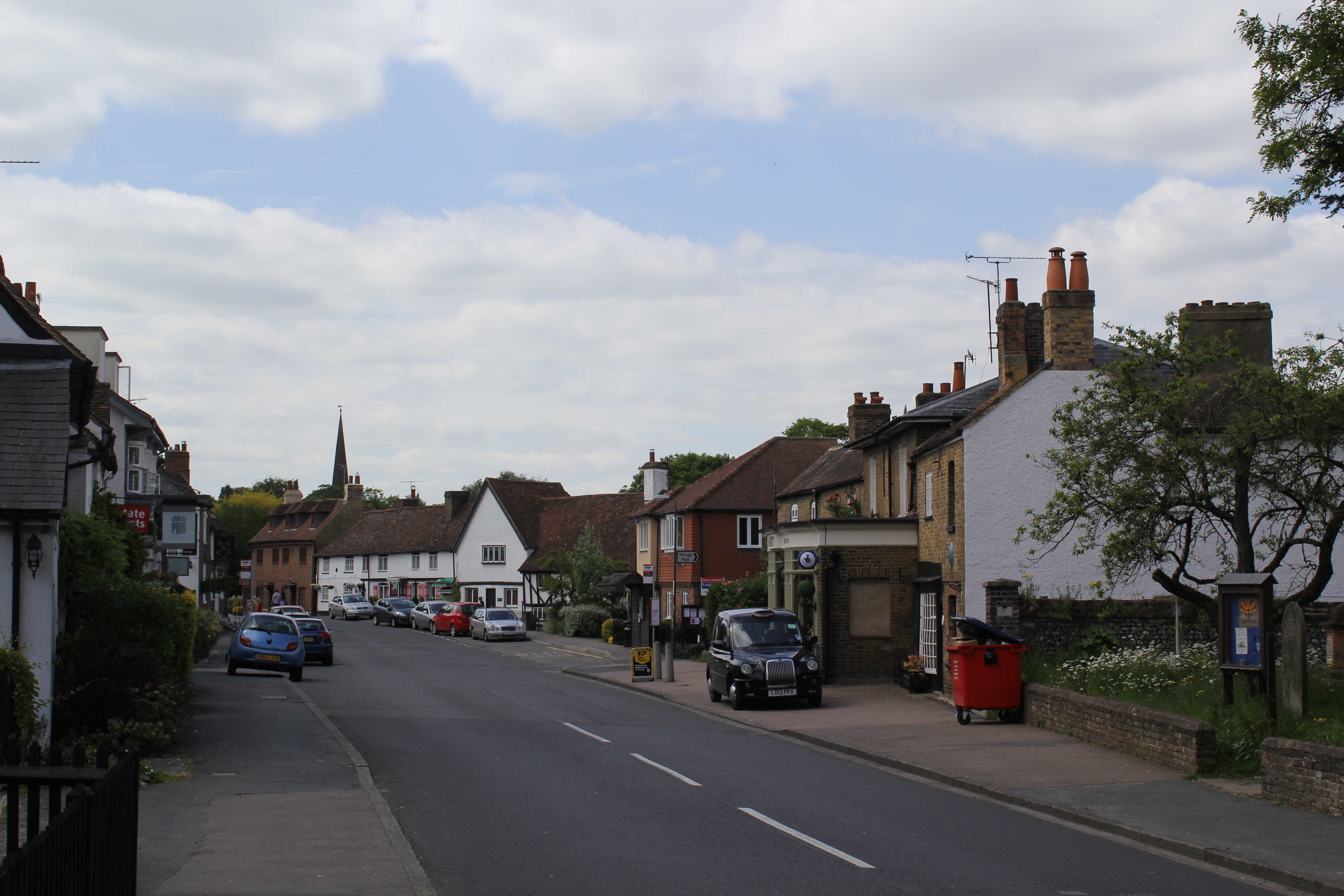
El poble d'Eynsford a Kent, la llar de Heseltine entre 1925 i 1928

A Eynsford, amb Moeran com a co-inquilí, Heseltine presidia una llar bohèmia amb una població farcida d'artistes, músics i amics. Moeran havia estudiat al Royal College of Music abans i després de la Primera Guerra Mundial; va col·leccionar amb avidesa música popular i havia admirat Delius durant la seva joventut. Tot i que tenien molt en comú, ell i Heseltine poques vegades treballaven junts, tot i que sí que van escriure una cançó, "Maltworms". Els altres residents permanents d'Eynsford eren Barbara Peache, la núvia durant molt de temps de Heseltine a qui coneixia des de principis dels anys 20, i Hal Collins, un maorí de Nova Zelanda que va actuar com a factòtum general. Peache va ser descrita per l'assistent de Delius, Eric Fenby, com "una noia molt tranquil·la i atractiva, força diferent dels tipus habituals de Phil". Encara que no tenia formació formal, Collins era un dissenyador gràfic dotat i un compositor ocasional, que de vegades ajudava a Heseltine. La llar va ser augmentada en diversos moments pels compositors William Walton i Constant Lambert, l'artista Nina Hamnett, i diversos coneguts d'ambdós sexes.
L'ambient d'Eynsford era de begudes alcohòliques (la casa pública "Five Bells" estava a l'altra banda de la carretera) i d'activitat sexual desinhibida. Aquests anys són la base principal de les llegendes dels bruixots sobre la vida salvatge i la disbauxa. Els visitants de la casa van deixar relats d'orgies, festes d'embriagues durant tota la nit i jocs de cavall que almenys una vegada van provocar la intervenció policial. Tanmateix, aquestes activitats es limitaven principalment als caps de setmana; dins d'aquest escenari poc convencional, Heseltine va fer molta feina, incloent escenaris del dramaturg jacobe John Webster i del poeta modern Hilaire Belloc, i la Suite Capriol en versions per a corda i orquestra completa. Heseltine va continuar transcrint música antiga, va escriure articles i crítiques i va acabar el llibre sobre Gesualdo. Va intentar restaurar la reputació d'un compositor isabelí abandonat, Thomas Whythorne, amb un llarg fullet que, anys més tard, va aportar esmenes significatives a l'entrada de Whythorne a The History of Music in England. També va escriure un estudi general de la música isabelina, The English Ayre.
El gener de 1927, la serenata de corda de Heseltine va ser gravada per a la National Gramophonic Society, per John Barbirolli i una orquestra de cambra improvisada. Un any més tard, HMV va gravar la balada "Captain Stratton's Fancy", cantada per Peter Dawson. Aquests dos són els únics enregistraments de la música de Heseltine publicats durant la seva vida. La seva associació amb el poeta i periodista Bruce Blunt va donar lloc al popular himne de Nadal "Bethlehem Down", que la parella va escriure el 1927 per recaptar diners per a la seva beguda nadalenca. A l'estiu de 1928 el seu estil de vida general havia creat greus problemes financers, malgrat la seva indústria. A l'octubre es va veure obligat a renunciar a la cabana d'Eynsford, i va tornar a Cefn Bryntalch.

## Últims anys
El novembre de 1928, Heseltine s'havia cansat de Cefn Bryntalch i va tornar a Londres. Va buscar treballs de revisió i catalogació de concerts sense gaire èxit; la seva principal activitat creativa va ser l'edició, sota el pseudònim de "Rab Noolas" ("Saloon Bar" al revés), de Merry-Go-Down, una antologia d'elogi a la beguda. El llibre, publicat per "The Mandrake Press", va ser abundantment il·lustrat per Hal Collins.
A principis de 1929, Heseltine va rebre dues ofertes de Beecham que van restaurar temporalment el seu sentit de propòsit. Beecham havia fundat l'"Imperial League of Opera" (OIT) el 1927; ara va convidar a Heseltine a editar la revista de l'OIT. Beecham també va demanar a Heseltine que l'ajudés a organitzar un festival en honor a Delius, que el director estava planejant per a l'octubre de 1929. Encara que l'entusiasme d'Heseltine per la música de Delius havia disminuït, va acceptar l'encàrrec i va viatjar a Grez a la recerca de composicions oblidades que poguessin ressuscitar per al festival. Va declarar que estava encantat de descobrir Cynara, per a veu i orquestra, abandonada des de 1907. Per al festival, Heseltine va preparar moltes de les notes del programa per a concerts individuals i va proporcionar una biografia concisa del compositor. Segons l'esposa de Delius, Jelka: "Al costat de Beecham, ell [Heseltine] era realment l'ànima de la cosa".
En un concert de promenade l'agost de 1929, Heseltine va dirigir una actuació de la Suite Capriol, l'únic compromís de direcció pública de la seva vida. En un esforç per reproduir el seu èxit amb "Bethlehem Down", ell i Blunt van oferir una nova nadala per al Nadal de 1929, "The Frostbound Wood". Encara que el treball es va fer tècnicament, no va aconseguir la popularitat del seu predecessor. Heseltine va editar tres números de la revista de l'OIT, però el gener de 1930, Beecham va anunciar el tancament de l'empresa i Heseltine va tornar a quedar sense feina. El seu intent en nom de Van Dieren d'aconseguir finançament per muntar una representació de l'òpera d'aquest últim The Tailor també va fracassar.
L'últim estiu de la vida de Heseltine va estar marcat per la tristesa, la depressió i la inactivitat; ApIvor es refereix al sentit de Heseltine de "crims contra l'esperit", i una obsessió per la mort imminent. El juliol de 1930, una quinzena passada amb Blunt a Hampshire va comportar un breu renaixement creatiu; Heseltine va compondre "The Fox" amb la lletra de Blunt, i al seu retorn a Londres va escriure "The Fairest May" per a veu i quartet de corda. Aquestes van ser les seves composicions originals finals.

## Mort

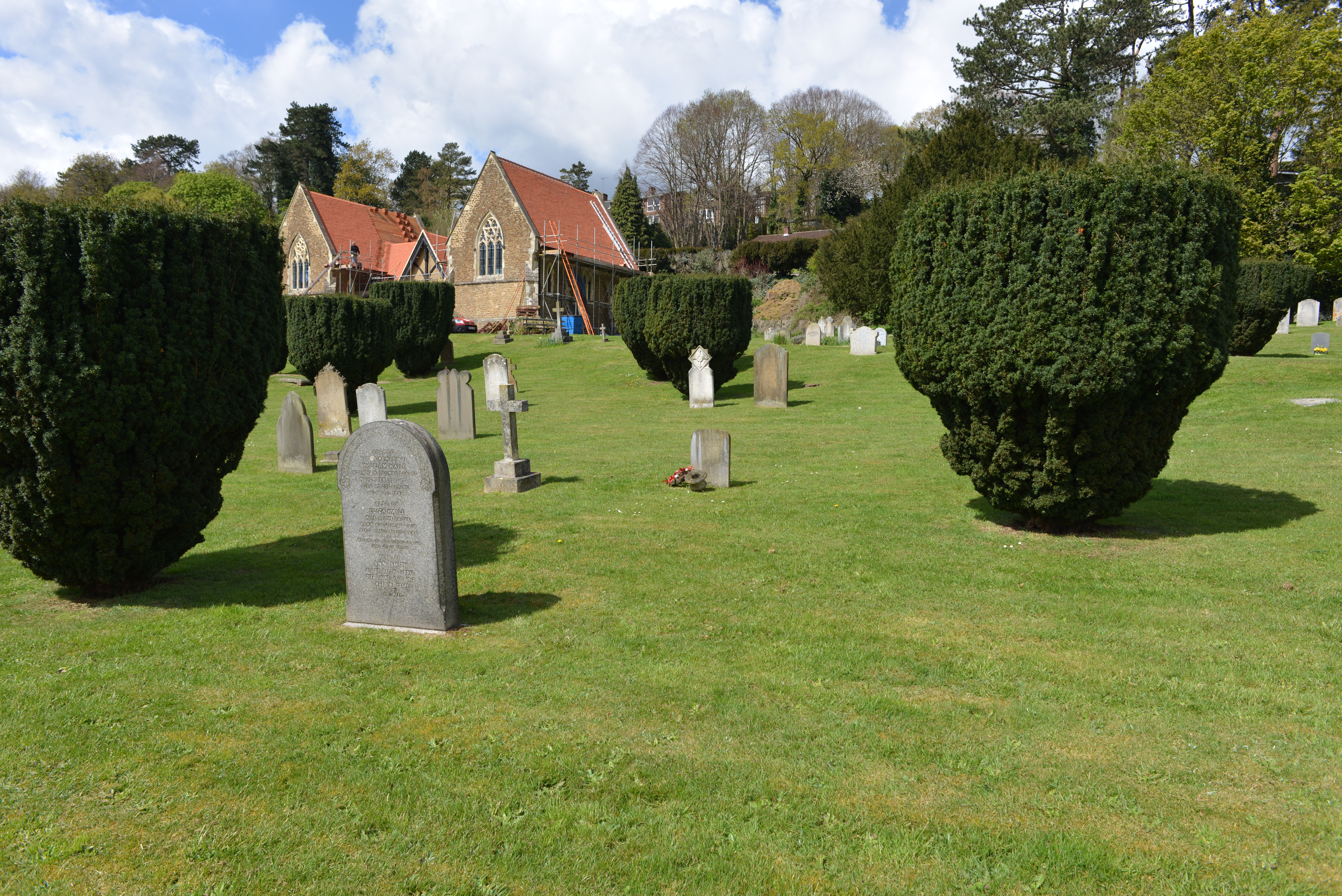
Primer pla. La sepultura no marcada, el cementiri de Nightingale Godalming

El setembre de 1930, Heseltine es va traslladar amb Barbara Peache a un pis del soterrani al 12a Tite Street de Chelsea. Sense una nova inspiració creativa, va treballar al Museu Britànic per transcriure la música del compositor anglès Cipriani Potter, i va fer una versió en solitari de "Bethlehem Down" amb acompanyament d'orgue. La nit del 16 de desembre, Heseltine es va reunir amb Van Dieren i la seva dona per prendre una copa i després els va convidar a casa. Segons Van Dieren, els visitants van marxar al voltant de les 12:15 del matí. Els veïns després van informar de sons de moviment i d'un piano a primera hora del matí. Quan Peache, que havia estat fora, va tornar d'hora el 17 de desembre, va trobar les portes i les finestres tancades i va fer olor de gas de carbó. La policia va irrompre al pis i va trobar a Heseltine inconscient; va ser declarat mort poc després, aparentment com a resultat d'una intoxicació per gas de carbó.
El 22 de desembre es va fer una investigació; el jurat no va poder determinar si la mort va ser accidental o suïcidi i es va retornar un veredicte obert. La majoria dels comentaristes han considerat el suïcidi com la causa més probable; L'amic íntim d'Heseltine, Lionel Jellinek i Peache, van recordar que anteriorment havia amenaçat de treure-li la vida amb gas i que es va trobar l'esquema d'un nou testament entre els papers del pis. Molt més tard, Nigel Heseltine va introduir una nova teoria: que el seu pare havia estat assassinat per Van Dieren, l'únic beneficiari del testament de Heseltine de 1920, que va ser revocat pel nou. Aquesta teoria no es considera sostenible per la majoria dels comentaristes. La teoria del suïcidi està recolzada (sens dubte) pel fet (suposat, acceptat) que Heseltine/Warlock havia posat el seu gat jove fora de l'habitació abans que hagués encès el gas letal.
Philip Heseltine va ser enterrat al costat del seu pare al cementiri de Godalming el 20 de desembre de 1930. A finals de febrer de 1931, es va celebrar un concert commemoratiu de la seva música al Wigmore Hall; un segon concert d'aquest tipus va tenir lloc el desembre següent.
El 2011 el crític d'art Brian Sewell va publicar les seves memòries, en les quals afirmava que era el fill il·legítim de Heseltine, nascut el juliol de 1931 set mesos després de la mort del compositor. La mare de Sewell, la secretària privada Mary Jessica Perkins (que posteriorment es va casar amb Robert Sewell el 1936), filla d'un publicà de Camden, era una núvia intermitent, una catòlica romana que va rebutjar l'oferta de Heseltine de pagar un avortament i, posteriorment, es va culpar de la seva mort. Sewell desconeixia la identitat del seu pare fins a 1986.

## Llegat
El treball supervivent de Heseltine inclou unes 150 cançons, la majoria per a veu solista i piano. També va escriure peces corals, algunes amb acompanyament instrumental o orquestral, i algunes obres purament instrumentals. Entre les obres perdudes o destruïdes, el musicòleg Ian Copley enumera dues peces escèniques: esbossos per a l'òpera abandonada Liadain i Curither, i l'esborrany d'un drama mimic Twilight (1926) que Heseltine va destruir per consell de Delius. L'historiador de la música Stephen Banfield va descriure les cançons com {{Cita"joies polides de la cançó d'art anglesa que formen un cim del brillant breu renaixement d'aquest gènere a principis del segle xx... [obres d'intensitat, consistència i excel·lència infalible".}}Segons el biògraf de Delius, Christopher Palmer, Heseltine va influir en el treball dels companys compositors Moeran i Orr, i en menor mesura Lambert i Walton, principalment introduint-los dins de l'òrbita de Delius. En el cas d'aquesta darrera parella, argumenta Palmer, 
| « | "aquelles reminiscències de Delius que apareixen de tant en tant en [la seva] música... més probablement són Delius filtrats a través de Warlock". | » |

El biògraf heseltí Brian Collins considera que el compositor és un motor principal en el renaixement de la música anglesa antiga del segle xx; a part de molts escrits sobre el tema, va fer més de 500 transcripcions d'obres primerenques. També va escriure o va contribuir a deu llibres, i va escriure dotzenes d'articles i ressenyes sobre música general. Molts anys més tard, Gray va escriure sobre Heseltine: 
| « | "En la memòria dels seus amics, està tan viu com ho va ser sempre quan va trepitjar la terra, i així ho seguirà sent fins que l'últim de nosaltres sigui mort". | » |

Durant els seus anys d'Eynsford, Heseltine havia proporcionat el seu propi epitafi:
Aquí rau el compositor Warlock
Que vivia al costat de Munn el botiguer.
Va morir de beguda i copulació,
Un trist descrèdit per a la nació.

## Música
Més informació: Llista de composicions de Peter Warlock (anglès)
Influències
A principis del segle xx, les tradicions d'escriptura de cançons del segle XIX amb influència alemanya seguides generalment per Hubert Parry, Charles Villiers Stanford, Edward Elgar i Roger Quilter, estaven en un procés d'eclipsi. Per a compositors com Ralph Vaughan Williams i George Butterworth, la cançó popular anglesa es va convertir en una característica dominant del seu treball; al mateix temps, els compositors buscaven estendre el seu art avançant més enllà del piano per desenvolupar formes més riques d'acompanyament vocal. Així, com observa Copley, al començament de la seva carrera com a compositor Heseltine va trobar en la composició de cançons un ambient dinàmic, "dins del qual podia expressar-se, o contra el qual podia reaccionar".

Quan Heseltine va començar a compondre seriosament, al voltant de 1915-1916, havia començat a treure's de sobre la influència aclaparadora de Delius. Havia descobert la cançó popular anglesa el 1913, el seu any d'Oxford, i havia començat a estudiar la música isabelina i jacobea. El 1916 va quedar sota l'encanteri de Van Dieren, la influència del qual va superar aviat la de Delius i va provocar un desenvolupament important en la tècnica compositiva, evident per primera vegada en el cicle de cançons de Saudades de 1916–17. Gray escriu que de Van Dieren, Heseltine "va aprendre a purificar i organitzar la seva textura harmònica... i els acords gruixuts i fangosos que caracteritzaven les primeres cançons van donar lloc a una escriptura parcial clara i vigorosa". "El 1917-1918, la passió d'Heseltine per la cultura celta, estimulada per la seva estada a Irlanda, va aportar un nou element a la seva música, i el 1921 va descobrir Bartók. Una passió tardana va ser la música de John Dowland, el lutista isabelí, una de les danses del qual va organitzar per a la banda de metalls. Aquestes parts constituents van contribuir a l'estil individual de la música de Heseltine. Gray va resumir així aquest estil;
| « | Ells [els diferents elements] es fusionen d'una manera curiosament personal: els ingredients separats es poden analitzar i definir, però no el producte final, que no és Dowland més Van Dieren o isabelina més modern, sinó simplement quelcom totalment individual i inanalitzable: Peter Warlock. Ningú més podria haver-ho escrit. | » |

A part dels del seu cercle, Heseltine es va inspirar en altres compositors l'obra dels quals respectava: Franz Liszt, Gabriel Fauré i Claude Debussy. No obstant això, no li agradaven especialment les obres del seu company de cançons Hugo Wolf. Les cançons de Heseltine mostren estats d'ànim tant de foscor com de bon humor càlid, una dicotomia que va ajudar a alimentar la idea d'una personalitat dividida entre bruixot i heseltina. Aquesta teoria va ser rebutjada pels amics i socis del compositor, que acostumaven a veure la divisió en termes de "Felip borratxo o Felip sobri".
Caràcter general

En un resum de l'obra de Warlock, Copley afirma que Heseltine era un melodista natural en el motlle de Schubert:
| « | "Amb poques excepcions, les seves melodies es mantindran per si soles... es poden cantar per elles mateixes sense acompanyament, tan completes i satisfactòries com les cançons populars". | » |

 Copley identifica certs motius característics o "empremtes dactilars", que es repeteixen al llarg de les obres i que s'utilitzen per representar diferències d'estat d'ànim i d'atmosfera: angoixa, resignació però també calidesa, tendresa i alegria amorosa. El crític musical Ernest Bradbury comenta que les cançons de Heseltine 
| « | "serven tant al cantant com al poeta, l'un en les seves línies vocals memorablement afinades, l'altre en una atenció escrupolosa per l'accentuació correcta lliure de qualsevol suggeriment de pedanteria". | » |

;En el llenguatge musical, Heseltine era un miniaturista, un títol que va acceptar encantat sense tenir en compte les implicacions de vegades despectives de l'etiqueta:
| « | "No tinc ni l'impuls ni la capacitat d'aixecar monuments davant els quals una nova generació s'inclinarà". | » |

 Va ser gairebé completament autodidacta, evitant per la seva manca d'una formació formal al conservatori l'"ombra teutònica": la influència dels mestres alemanys. A l'acusació que la seva tècnica era "aficionada", va respondre argumentant que un compositor s'hauria d'expressar en els seus propis termes, no "encadenant una sèrie d'etiquetes i clixés seleccionats del treball d'altres". Les seves composicions formaven part d'un procés d'aprenentatge; El cicle de cançons de Curlew es va originar el 1915 amb l'ambientació d'un poema de Yeats, però no va arribar a la seva finalització fins al 1922. Brian Collins caracteritza aquesta obra com "una crònica del progrés i desenvolupament del compositor".

## Valoració crítica
La música de Heseltine va ser generalment ben rebuda pel públic i la crítica. Les primeres composicions de Warlock que van cridar l'atenció de la crítica van ser tres de les cançons de Dublín que Rogers va publicar el 1918. William Child a "The Musical Times" va pensar que aquestes són "de primer nivell", i va destacar que "As Ever I Saw" tenia una distinció particular. L'any 1922, a la mateixa revista, també es va elogiar el cicle de cançons curts Mr Belloc's Fancy, especialment "Les bones melodies de Warlock i l'acompanyament adequat i plena de sang". Ralph Vaughan Williams va quedar encantat amb la recepció que van rebre els "Three Carols", quan va dirigir el "Bach Choir" al Queen's Hall el desembre de 1923. A principis de 1925, la BBC va emetre una actuació de la Serenata per a orquestra de corda escrita en honor a Delius, un senyal, diu Smith, que l'establishment musical començava a prendre Warlock seriosament. El mateix Heseltine va notar la calidesa de la reacció del públic del Prom a la seva direcció de la Suite Capriol el 1929: "Em van recordar quatre vegades".
Després de la mort d'Heseltine, les valoracions de la seva alçada musical van ser generoses. Newman va considerar algunes de les composicions corals de Heseltine "entre la millor música escrita per a veus massives per un anglès modern". Constant Lambert el va aclamar com "un dels més grans compositors que la música ha conegut mai", un punt de vista. Copley va fer ressò. En un homenatge publicat a The Musical Times, Van Dieren es va referir a la música de Heseltine com "un tresor nacional" que sobreviuria durant molt de temps a tot el que s'està dient o escrivint actualment al respecte. En els anys següents la seva posició com a compositor va disminuir; Brian Collins registra com les percepcions públiques de Warlock van ser distorsionades pels informes escandalosos de la seva vida privada, de manera que la seva importància musical en els anys d'entreguerres es va enfosquir. Tanmateix, quan es va crear la "Peter Warlock Society" el 1963, l'interès per la seva música va començar a augmentar. Collins reconeix que la producció de Warlock inclou moltes coses que es poden descartar com a simples emplenats de programes i elements de bis, però això no desvirtua nombroses obres de la màxima qualitat, "freqüentment emocionants i apassionades i, de vegades, innovadores fins al punt de ser revolucionàries".

## Escrits
A més d'una gran producció de periodisme i crítica musicals, Heseltine va escriure o va participar significativament en la producció de 10 llibres o fullets llargs:
- Frederick Delius (1923). John Lane, London
- Thomas Whythorne: An unknown Elizabethan composer (1925). Oxford University Press, London (pamflet)
- (Editor) Songs of the Gardens (1925). Nonesuch Press, London (anthology of 18th-century popular songs)[142]
- (Preface) Orchésography per Thoinot Arbeau, tr. C.W. Beaumont (1925). Beaumont, London
- The English Ayre (1926). Oxford University Press, London
- (amb Cecil Gray) Carlo Gesualdo, Prince of Venosa: Musician and Murderer (1926). Kegan Paul, London
- Miniature Essays: E.J. Moeran (1926). J.& W. Chester, London (fullet, publicat de manera anònima)
- (amb Jack Lindsay) Loving Mad Tom: Bedlamite verses of the 16th and 17th centuries (1927). Fanfrolico Press, London (musical transcriptions by Peter Warlock)
- (Editor, junt amb Jack Lindsay) The Metamorphosis of Ajax (1927). Fanfrolico Press, London
- (Editat sota el nom de "Rab Noolas") Merry-Go-Down, Una galeria de magnífics borratxos a través dels segles (1929) (antologia)
- En el moment de la seva mort, Heseltine planejava escriure una biografia de John Dowland.[143]